# Nakléřovská výšina
Nakléřovská výšina är en kulle i Tjeckien.   Den ligger i regionen Ústí nad Labem, i den nordvästra delen av landet, 80 km norr om huvudstaden Prag. Toppen på Nakléřovská výšina är 704 meter över havet.
Terrängen runt Nakléřovská výšina är kuperad åt sydost, men åt nordväst är den platt.Runt Nakléřovská výšina är det mycket tätbefolkat, med 1 018 invånare per kvadratkilometer. Närmaste större samhälle är Ústí nad Labem, 9,7 km söder om Nakléřovská výšina. Runt Nakléřovská výšina är det i huvudsak tätbebyggt.